# Junkers Jumo 210
El Jumo 210 fue el primer motor aeronáutico de gasolina V12 invertido a 60° fabricado por la firma Junkers Flugzeug und Motorenwerke AG , siendo producido por primera vez a principios de 1934. Dependiendo de la versión, produjo entre 610 y 730 CV y puede considerarse una contraparte del Rolls-Royce Kestrel en muchos aspectos. Aunque originalmente estaba destinado a ser utilizado en casi todos los diseños de antes de la guerra, el rápido progreso en el diseño de aeronaves lo relegó rápidamente al extremo inferior de la escala de potencia a fines de la década de 1930. Casi todos los diseños de aviones cambiaron para ser propulsados por el mucho más potente Daimler-Benz DB 600 , por lo que el 210 se produjo solo desde 1934 a 1938 antes de que la firma Junkers respondiera con un motor propio de mayor potencia, el Junkers Jumo 211.

## Diseño y desarrollo
Los primeros motores de aviación de gasolina y que fabricó Junkers Motorenwerke fueron los de seis cilindros en línea refrigerados por líquido L1 y L2 de un solo árbol de levas en cabeza (SOHC) de principios y mediados de la década de 1920. El desarrollo de esta línea condujo hasta el L8. Todos estos fueron desarrollos del motor de aviación alemán de la Primera Guerra Mundial BMW IIIa de seis cilindros en línea SOHC, que BMW permitió su fabricación porque ya no estaban interesados en el desarrollo de sus diseños de la Primera Guerra Mundial. El motor Junkers L55 , sin embargo, fue el primer motor de aviación de diseño V12 de cualquier tipo creado por la firma Junkers, utilizando un par de los primeros motores L5 de seis cilindros en línea como base para un motor de aviación V12 "vertical" refrigerado por líquido, como su contemporáneo, el motor BMW VI.
El desarrollo del propio Jumo 210 comenzó en 1931 bajo la designación L10; fue el primer diseño de motor alemán verdaderamente moderno, con tres válvulas por cilindro, un diseño en V invertida, un sobrealimentador como equipo estándar y un bloque de cilindros fundido. El 210 era inusual porque los cilindros se mecanizaron en un bloque junto con un lado del cárter, dos de esas partes se atornillaron una al lado de la otra para formar el motor. Las técnicas de construcción normales utilizaban entonces tres partes, dos bloques de cilindros y un cárter separado.
El L10 se evaluó por primera vez en pruebas estáticas el 22 de octubre de 1932. Con la formación oficial del Reichsluftfahrtministerium (RLM)  en 1933, las designaciones numéricas del motor por parte del fabricante se racionalizaron y Junkers recibió el "bloque 200", con lo que el L10 se convirtió en el 210. Se logró la aprobación de tipo en marzo de 1934, y voló por primera vez el 5 de julio de 1934 instalado en un Junkers W 33 . Inicialmente, el diseño tenía como objetivo obtener 700 PS, pero los prototipos entregaron solo alrededor de 600 PS, por lo que hubo cierta decepción en la industria. Sin embargo, la mayoría de los diseños de aviones alemanes de la época se basaron en el 210, razón por la cual eran tan pequeños en comparación con los motores de otros países como Francia y el Reino Unido.
La producción inicial del Jumo 210A de 610 CV (602 hp, 449 kW) comenzó a fines de 1934. El desarrollo posterior condujo en 1935 a los 640 CV (631 hp, 471 kW) en los 210B y 210C; ambos agregaron un nuevo sobrealimentador para mejorar el rendimiento junto con una válvula de descarga para evitar el sobreimpulso. El tipo B tenía su hélice engranada a 1:1,55 (hélice: rpm del motor) para uso a alta velocidad, mientras que el modelo C estaba a 1:1,63 para velocidades de vuelo más lentas. En 1936 se introdujeron los nuevos 210D y 210E con 670 PS (661 hp, 493 kW), que tenían el mismo engranaje que el B y C pero usaban un nuevo sobrealimentador de dos velocidades para aumentar la potencia de despegue y el rendimiento en altitud.
El Jumo 210G fue el primer motor del mundo con una unidad de control de mezcla automática y un sistema de inyección de combustible, desarrollado para la firma Junkers por el Dr. ingeniero August Lichte. El sistema Jumo usaba un pequeño pistón de bomba colocado al lado de cada uno de los cilindros principales impulsado desde el cigüeñal. El inyector usaba una válvula de retención simple para evitar que la presión interna volviera a la línea de combustible y, la bomba estaba programada para inyectar en el punto adecuado del ciclo de admisión. La introducción del sistema de inyección aumentó el rendimiento de despegue en aproximadamente 20 CV sin aumentar las tasas de impulso y también redujo el consumo de combustible. Por esas razones en la mayoría de los tipos de motores alemanes más nuevos se instalaron con sistemas de inyección de combustible. El Jumo 210G tenía una potencia nominal de 730 CV (720 hp, 534 kW) y solo estaba disponible para aviones rápidos como los Messerschmitt Bf 109 y  Bf 110, pero no para aviones lentos como el Junkers Ju 87.
Se planearon más desarrollos como los Jumo 210F y 210H, aunque nunca se construyeron. En 1935, el Jumo 210H, con válvulas de escape gemelas para cada cilindro se utilizó para el desarrollo del Jumo 211. El Jumo 210S fue un desarrollo especial de la DVL con válvulas de disco rotatorio, como se usaba en el motor experimental para torpedos Junkers KM-8. La producción del Jumo 210 llegó a su fin alrededor de 1938.

## Aplicaciones
- Arado Ar 68 b/c/e/E
- Arado Ar 80 V2 a V5
- Focke Wulf Fw 159 V1 a V3
- Focke-Wulf Fw 187A
- Heinkel He 112
- Henschel Hs 124 V1 y V3
- Junkers Ju 87A
- Messerschmitt Bf 109B/C y D
- Messerschmitt Bf 110A y B
- Messerschmitt Me 262 V1: solo en el primer vuelo de prueba, los motores a reacción de flujo axial BMW 003 del prototipo fallaron poco después del despegue, la aeronave dio la vuelta y regresó solo con la potencia del Jumo 210 montado en el morro.

## Especificaciones técnicas (Jumo 210)
Características generales

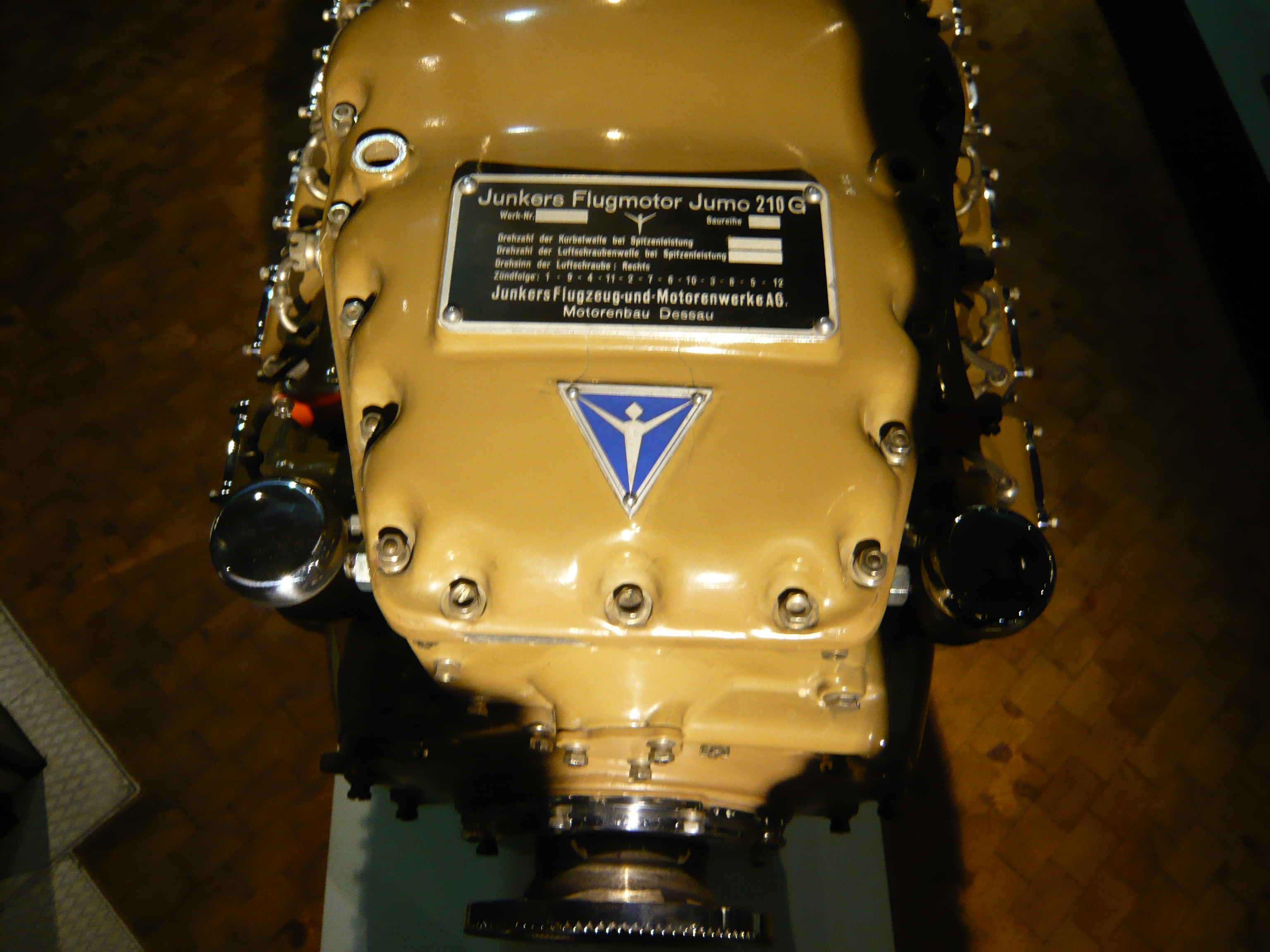

- Tipo: motor aeronautico en V invertida refrigerado por líquido sobrealimentado de doce cilindros
- Diámetro: 124 mm
- Carrera: 136 mm
- Cilindrada: 19,7 l
- Longitud: 1478 mm
- Ancho: 686 mm
- Altura: 960 mm
- Peso: 442 kg

Componentes
- Tren de válvulas: árbol de levas en cabeza con entrada doble y válvula de escape simple
- Sobrealimentador: tipo centrífugo de dos velocidades con control de impulso automático
- Sistema de combustible: carburador
- Tipo de combustible: gasolina de 87 octanos
- Sistema de refrigeración: por líquido, (etilenglicol)
- Engranaje de reducción: Spur, 1.75:1 o 1.59:1

Actuación
Potencia de salida
- 508 kW (690 PS o 681 hp) a 2700 rpm para el despegue
- 515 kW (700 PS o 690 hp) a 2700 rpm a 1500 m, primera velocidad del sobrealimentador
- 501 kW (680 PS o 671 hp) a 2700 rpm a 3700 m, segunda velocidad del sobrealimentador
- Potencia específica: 26,14 kW/l
- Relación de compresión: 6,5:1
- Consumo específico de combustible: 322-335 g/(kW/h)
- Relación potencia-peso: 1,17 kW/kg